# Tachina brunnipalpis
Tachina brunnipalpis är en tvåvingeart som beskrevs av Macquart 1834. Tachina brunnipalpis ingår i släktet Tachina och familjen parasitflugor.
Artens utbredningsområde är Frankrike. Inga underarter finns listade i Catalogue of Life.